# Acolonia cavicollis
Acolonia cavicollis är en skalbaggsart som först beskrevs av Leconte 1878.  Acolonia cavicollis ingår i släktet Acolonia och familjen kortvingar. Inga underarter finns listade i Catalogue of Life.